# Footage
In der Film- und Videoproduktion bezeichnet der Begriff Filmmaterial bzw. footage den ungeschnittenen Film (Kameranegativ oder Kopien von diesem), der beim Schnitt verwendet wird, oder generell jede unspezifizierte Menge von Film („Animatoren werden nach Filmmaterial bzw. footage bezahlt“ = die Bezahlung richtet sich nach der Menge des animierten Filmes).
Der Begriff footage entstand im englischen Sprachgebrauch dadurch, dass 35-mm-Filmmaterial in feet (Plural von foot) und frames gemessen wurde, zu Deutsch in Fuß und Einzelbildern. Ein foot enthält genau 16 Einzelbilder und entsprach einer Sekunde Vorführdauer zu Stummfilmzeiten.

## Stock footage
Als stock footage wird archiviertes Filmmaterial bezeichnet, das in neuen Produktionen zum Einsatz kommt, unabhängig davon, ob es bereits in früheren Produktionen verwendet wurde oder nicht. Bekannt sind zum Beispiel die frühen Tarzan-Filme, deren Dschungelaufnahmen zu großen Teilen aus solchen Archiven stammten. Auch die für Rückprojektionen verwendeten Aufnahmen aus fahrenden Autos stammten oft aus dem Archiv. Eine sehr ausgeprägte Nutzung von Archivmaterial kann man auch bei den Star-Trek-Serien finden. Viele der animierten Raumschiffsequenzen wurden unter anderem aus Kostengründen mehrmals verwendet. So findet man zum Beispiel auch Raumschiffszenen oder Landschaftsanimationen (Planet Romulus aus dem Film Nemesis in der „neuen“ Serie Enterprise (ENT)) aus den Kinofilmen in der Serie.
Die alte Bezeichnung „Klammermaterial“ ist aus der Mode gekommen, seitdem Filmmaterial in schnellem digitalen Zugriff vorliegt; es bezeichnete die Praxis, verwendbare Stellen in ungeschnittenen Filmrollen durch dazwischengeklemmte Papierstreifen zu kennzeichnen, die die gewünschte Szene eben „einklammern“.
Archivmaterial ist inzwischen ein eigenes Produkt im Filmhandel. Fernsehsender handeln insbesondere mit Nachrichtenmaterial. Nachrichtenagenturen wie Reuters (ITN), Associated Press Television News (APTN) oder CNN und die britische BBC sind Weltmarktführer. Auch für Magazinbeiträge und in speziellen Bereichen, wie Filmen mit historischem Filmmaterial, Fernsehserien oder auch Tierfilmen, wird Archivmaterial häufig bei der Produktion neuer Fernsehsendungen eingesetzt.
In anderen Sparten der Filmindustrie, wie Werbefilm, Unternehmensfilm oder in geringerem Umfang auch Spielfilm, gibt es weitere Abnehmer von Filmmaterial. Die Werbefilmindustrie setzt immer öfter Filmmaterial als Grundlage für besonders kreative Produktionen ein, die zum Beispiel mit aufwendigen Compositing-Verfahren ungewöhnliche Bildkompositionen in der Post-Produktion erzeugen.
Große Anbieter in diesem Segment sind beispielsweise Getty Images und Corbis Motion in den USA sowie die BBC Motion Gallery in Großbritannien. Weltweit wird der Filmmaterialmarkt auf eine Größe von über 200 Mio. USD (2005) geschätzt. Zuverlässige Zahlen sind allerdings schwer zu ermitteln. Getty Images allein macht einen Umsatz von über 30 Mio. USD mit Filmmaterial. Die Digitalisierung der Filmproduktion, von HDTV-Kameras bis hin zur digitalen Post-Produktion – dem früheren Filmschnitt – wird die Verwendung von Filmmaterial in den kommenden Jahren stark verbreitern. Erfolgreich in diesem Markt sind Agenturen und Archive, die ihre Bestände online über das Internet anbieten können.
Die Anbieter verfolgen dabei unterschiedliche Lizenzmodelle. Hier unterscheidet man, ähnlich dem Bildermarkt, hauptsächlich zwischen lizenzpflichtigem (auch bezeichnet als „rights managed“ oder „RM“) sowie lizenzfreiem (auch bezeichnet als „royalty free“ oder „RF“) Filmmaterial. So bieten beispielsweise Framepool und Getty Images lizenzpflichtiges Filmmaterial an, bei dem die Lizenzgebühr von dem Umfang und der Art der Verwendung abhängt. Daneben gibt es Anbieter wie iStockphoto und pond5 in den USA und unter anderem neue europäische Anbieter, wie monzoom.com, ClipDealer, Clipcanvas und Footage-Online, die lizenzfreies Material anbieten. Im Gegensatz zu lizenzpflichtigem Filmmaterial wird hier eine einmalige Lizenzgebühr erhoben, und das Material kann dann in der Regel zeitlich und örtlich unbegrenzt und in verschiedenen Medien bzw. Branchen verwendet werden.
Gefragt sind insbesondere Aufnahmen von hohem künstlerischen Wert, von hoher Motivoriginalität, und Aufnahmen, die zur Realisierung einen hohen technischen Aufwand erfordern, wie Flugaufnahmen, Aufnahmen aus entlegenen Regionen der Erde und der weite Bereich an historischen Archivbeständen, angefangen von den Tagen der Brüder Lumière.
Es gibt heute Kameraleute, die nur noch für den Filmmaterialmarkt produzieren und gut von den Lizenzeinnahmen der Archivmaterial-Verkäufe leben können, wenn sie, ähnlich einem Fotografen, von einer im Markt geschätzten Agentur vertreten werden.

## Found footage
Found Footage („gefundenes Material“) bezeichnet ein spezielles Genre vor allem experimenteller Filme, die ganz oder teilweise aus Filmmaterial bestehen, das nicht vom Filmemacher selbst gedreht wurde. Dabei gibt es unterschiedliche Formen des Umgangs mit dem Material, seiner Zusammensetzung und der Art und Weise seiner Aneignung und Umdeutung. Während beim Experimentalfilm in erster Linie die formal-ästhetische Beschaffenheit des gefundenen Materials eine Rolle spielt, steht im Kompilationsfilm, der ebenfalls mit Found Footage arbeitet, die inhaltliche Seite der Fundstücke stärker im Vordergrund.